# Mednarodna literarna nagrada KONS
Mednarodna literarna nagrada KONS je nagrada, ki se podeljuje literarnim ustvarjalkam in ustvarjalcem, ki pišejo družbenotransformativno literaturo ter se zavzemajo za družbeno pravičnost. Leta 2011 so jo ustanovile slovenske pesnice Taja Kramberger, Tatjana Jamnik in Barbara Korun, ki so hkrati solastnice nagrade in stalne članice žirije. Svetovalni in podporni člani in članice nagrade so iz Slovenije in od drugod. Podeljuje se na različnih krajih po svetu, kjer se organizirajo literarne prireditve, ko članice žirije presodijo, da so našle primerno kandidatko ali primernega kandidata za nagrado.
Nagrada je delno odgovor na moško dominiran literarni svet v Sloveniji in tudi na podobne razmere drugod v Srednji Evropi. Ne podeljuje se zgolj avtoricam, temveč vsem ženskam in moškim, ki pišejo socialno angažirano, človeško in etično neomajno ter transformativno literaturo. Nagrada je obenem tudi priznanje za celovito in aktivno življenjsko delovanje posameznic/posameznikov in za njihova vlaganja v skupno dobro vseh ljudi ter za njihove vsestranske angažmaje za izboljšanje družbenih razmer, socialne pravičnosti in občih pogojev za delo in ustvarjanje.
Mednarodna literarna nagrada KONS je bila prvič podeljena 2. aprila 2011 v Pavlovi hiši (Pavelhaus) v Potrni (Laafeld) v Avstriji. Prejel jo je Iztok Osojnik, slovenski pesnik, pisatelj, književni prevajalec, organizator kulturnih prireditev in začetnik številnih umetniških gibanj. Druga nagrajenka, ki je nagrado prejela 19. februarja 2013 v Granadi, je nikaragovsko-salvadorska pesnica Claribel Alegría.